# Bockum-Hövel
Bockum-Hövel war bis zur Gebietsreform in Nordrhein-Westfalen 1975 eine selbständige Stadt, die zum Kreis Lüdinghausen gehörte. Jetzt gehört ihr Gebiet zur westfälischen Stadt Hamm und bildet dort den größeren Teil des gleichnamigen Stadtbezirks.

## Geographie

### Lage
Die ehemalige Stadt Bockum-Hövel liegt im Nordwesten der Stadt Hamm. Im Süden grenzt sie an die Lippe.

### Gliederung

#### Bockum
Die Gemeinde Bockum gehörte ursprünglich zum Amt Drensteinfurt im Kreis Lüdinghausen. Am 1. April 1939 wurde Bockum mit Hövel zur Gemeinde Bockum-Hövel zusammengeschlossen und war deren westlich gelegener Ortsteil.

#### Hövel
Die Gemeinde Hövel gehörte ursprünglich zum Amt Drensteinfurt im Kreis Lüdinghausen. Am 1. April 1939 wurde Hövel mit Bockum zur Gemeinde Bockum-Hövel zusammengeschlossen und war deren östlich gelegener Ortsteil.

#### Weitere Siedlungen
Zu Bockum gehören die Siedlungen Merschhoven (im Süden), Holsen (im Westen) und Barsen (im Norden). Zu Hövel gehören Hölter (im Norden) und Geinegge (im Osten).

### Nachbargemeinden
Bockum-Hövel grenzte im Jahr 1974 (im Uhrzeigersinn, im Westen beginnend) an die Gemeinden Stockum und Herbern und an die Stadt Drensteinfurt (damals alle im Kreis Lüdinghausen), an die Stadt Heessen (damals im Kreis Beckum), an die Stadt Hamm und an die Gemeinde Herringen (damals im Kreis Unna).

## Geschichte
Am 20. Mai 1956 wurde Bockum-Hövel zur Stadt ernannt. Diese wurde am 1. Januar 1975 zusammen mit der Stadt Heessen und mit den Gemeinden Pelkum, Rhynern (ohne den Ortsteil Hilbeck) und Uentrop in die kreisfreie Stadt Hamm eingegliedert (§ 44 Münster/Hamm-Gesetz). Bis zum 31. Dezember 1974 gehörte Bockum-Hövel zum Kreis Lüdinghausen.

## Einwohnerzahlen
| Jahr | Einwohner |
| ---- | --------- |
| 1961 | 24.346    |
| 1970 | 25.143    |
| 1974 | 26.210    |

## Verkehr

### Schiene

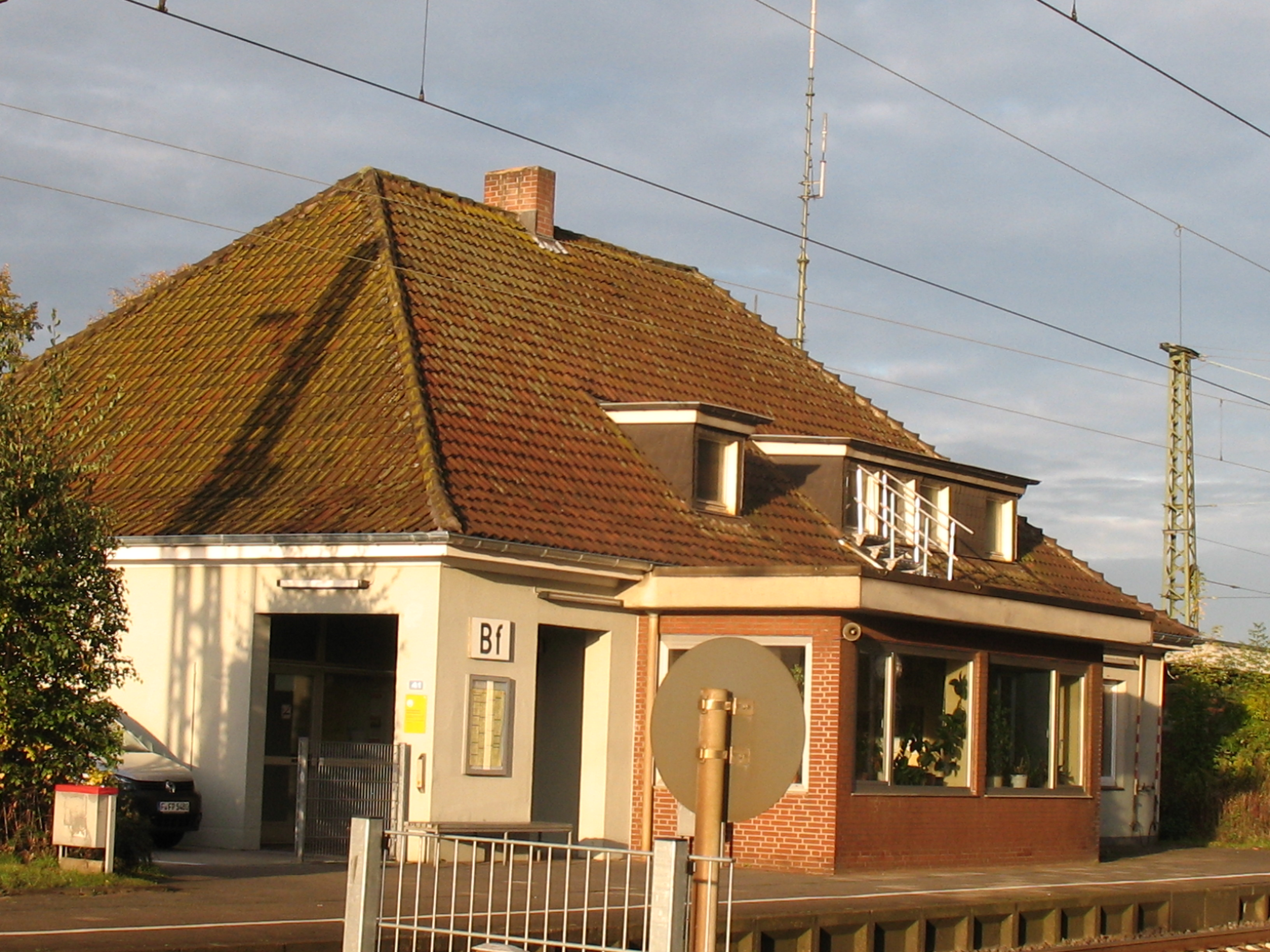
Bahnhof Hamm-Bockum-Hövel, 2012

Der Bahnhof Hamm-Bockum-Hövel liegt am Rande Hövels an der Bahnstrecke Münster–Hamm. Bis 1985 verkehrten in geringem Umfang Personenzüge auf der Werne–Bockum-Höveler Eisenbahn.

### Öffentlicher Personennahverkehr
Bockum und Hövel sind mit den Buslinien 2 (Endstation Hövel/Uhlenfeld), 4 (Endstation Barsener Straße) und 9 (Endstation Horster Straße) der Stadtwerke Hamm mit dem Hammer Stadtzentrum verbunden. Die Schnellbuslinie 10 und die Regionallinie 14 der Verkehrsgesellschaft Kreis Unna fahren von Hamm kommend über Hövel und Bockum auf unterschiedlichen Linienwegen nach Werne und Lünen.

### Straßen
Die Bundesstraße 63 verbindet den Osten Bockum-Hövels mit Walstedde und Drensteinfurt. Die Landesstraße 507 führt im Westen nach Werne und Selm, im Osten nach Dolberg und Beckum. Die Landesstraße 518 führt ebenfalls nach Werne. Die Landesstraße 844 bringt die Höveler und Bockumer in nordwestlicher Richtung nach Herbern, Ascheberg, Davensberg, Ottmarsbocholt, Senden und Appelhülsen. Anschließend geht sie in der Bundesstraße 525 auf.
Durch Bockum und Hövel führen mehrere Kreisstraßen. 

## Sehenswürdigkeiten
Die Evangelische Kreuzkirche aus dem Jahre 1912 steht seit 1985 auf der Liste der Baudenkmäler der Stadt Hamm.